# Air New Zealand

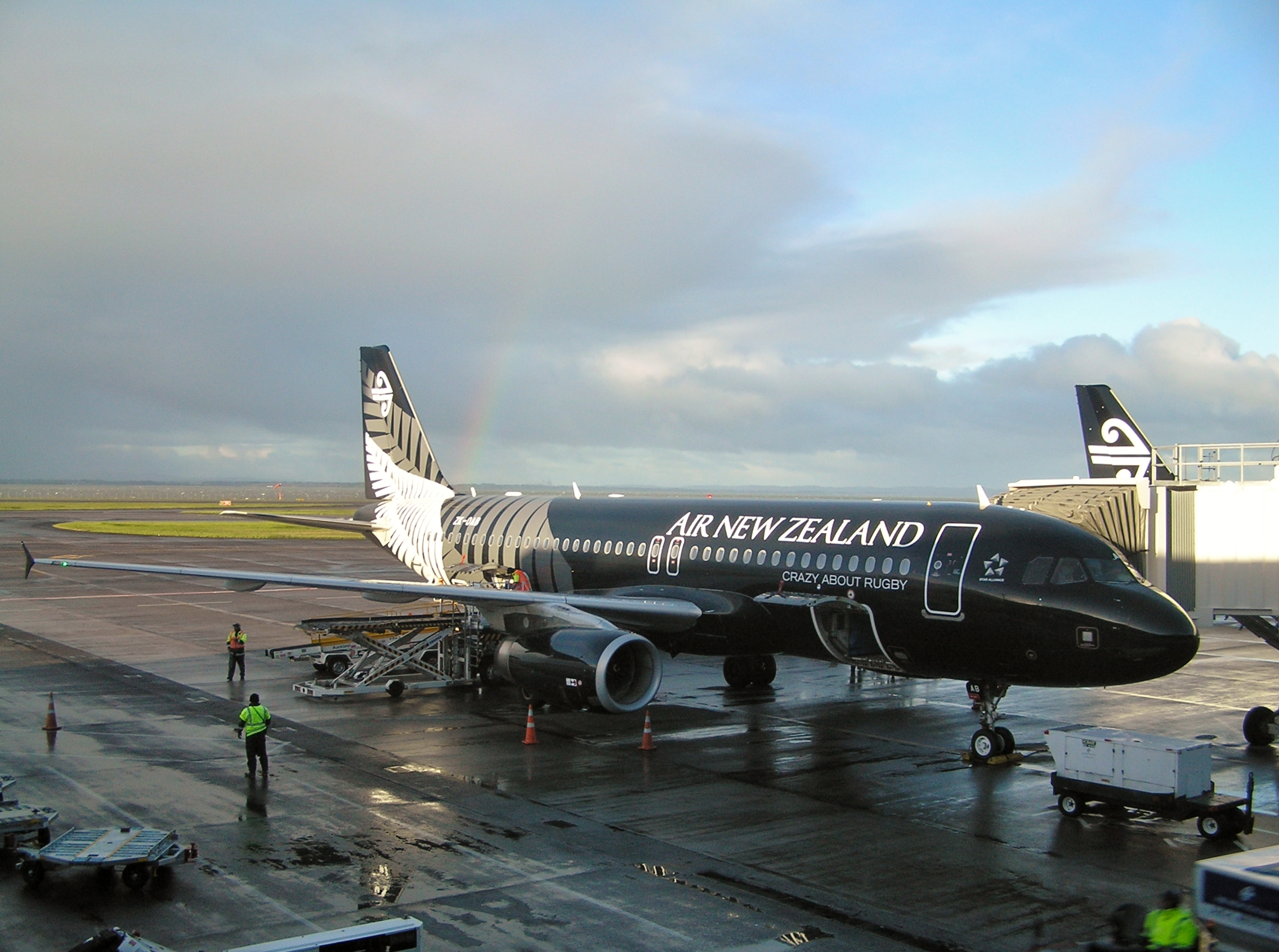
Airbus A320-200 ve speciálním zbarvení Air New Zealand

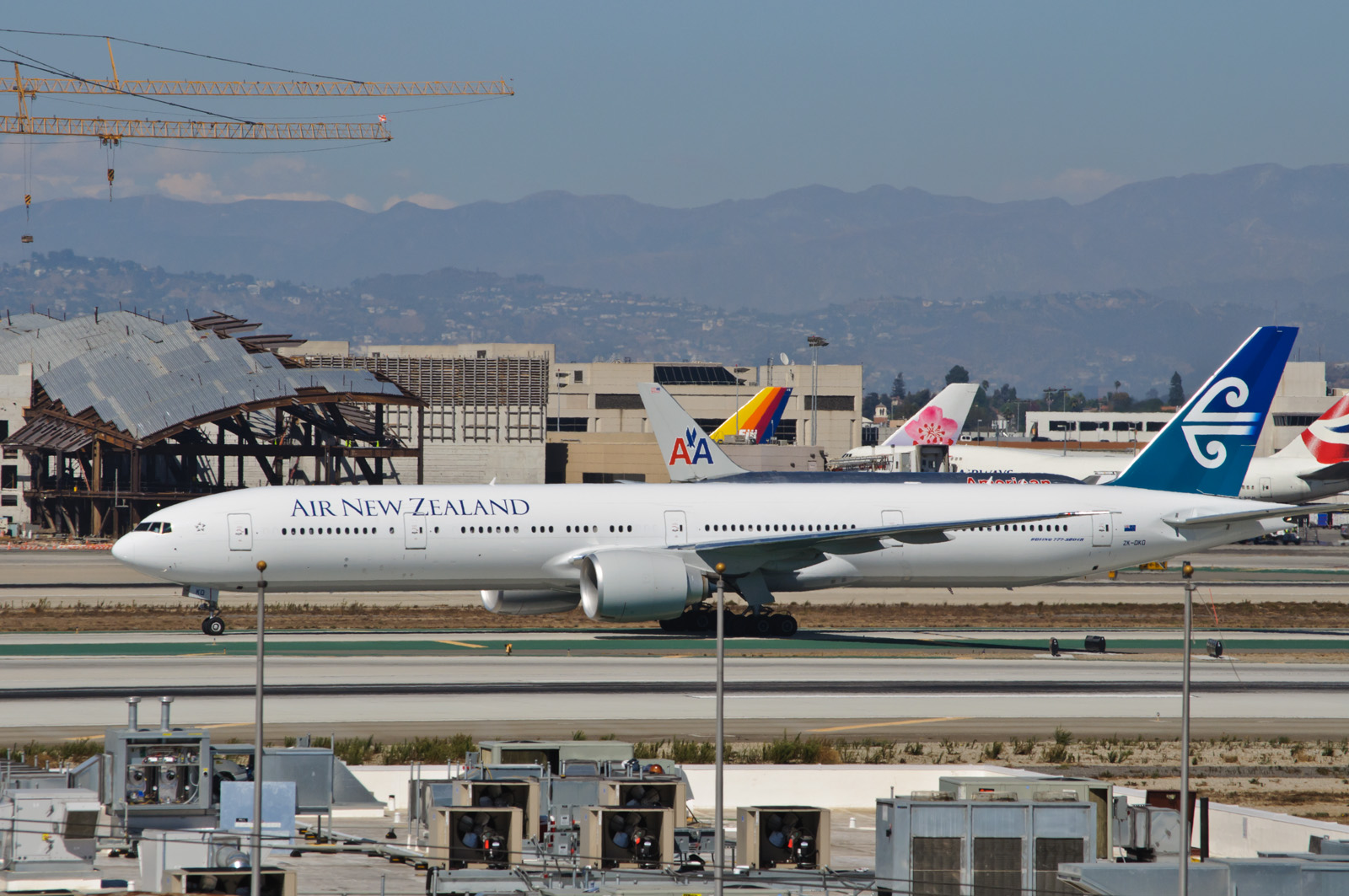
Boeing 777-300ER Air New Zealand na letišti Los Angeles

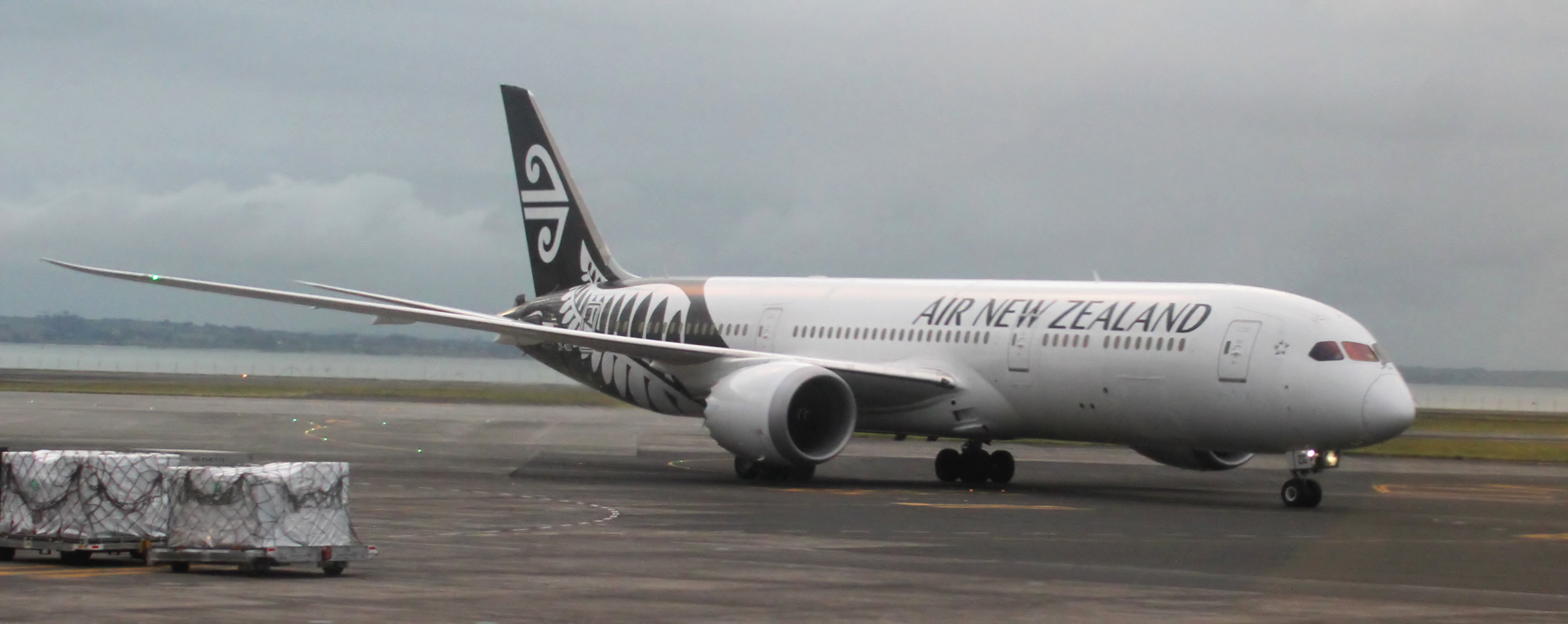
Boeing 787

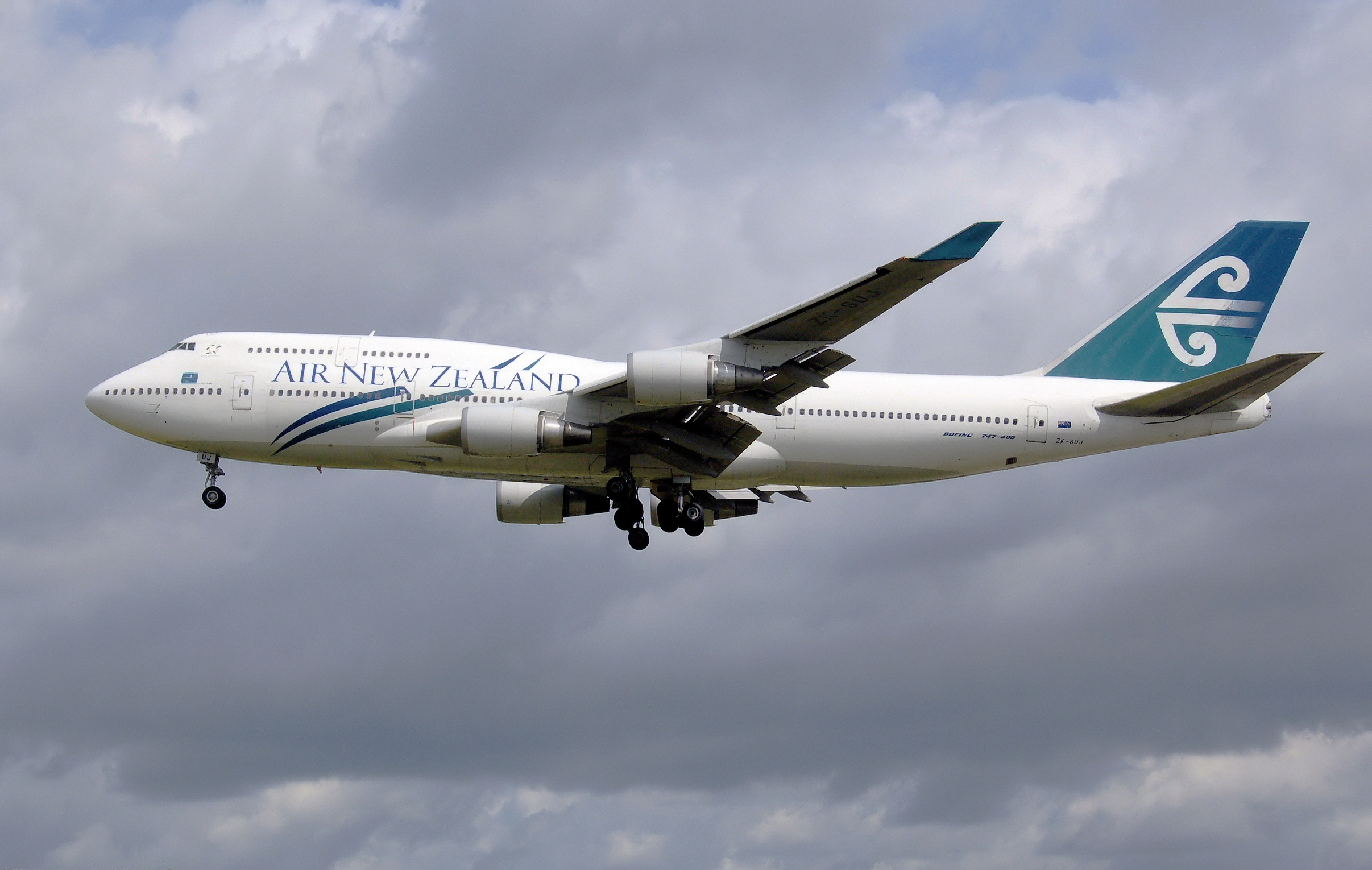
Boeing 747-400, který už společnost ze své flotily vyřadila

Air New Zealand je národní letecká společnost Nového Zélandu. Hlavní leteckou základnu má na Aucklandském letišti. Je členem aliance Star Alliance, v roce 2015 přepravila 14,3 milionu pasažérů. Sesterská společnost Air New Zealand je regionální Air New Zealand Link (která v červenci 2016 vlastnila 51 letadel).

## Historie
Společnost vznikla pod názvem Tasman Empire Airways Limited v roce 1940, 1. dubna 1965 ji převzala vláda a pojmenovala společnost Air New Zealand. V roce 1991 byla společnost privatizována, poté ji však v roce 2001 musela převzat vláda, protože hrozil bankrot. Od roku 1999 je členem aliance leteckých společností Star Alliance.

## Flotila

### Současná
Flotila Air New Zealand včetně Air New Zealand Link čítala v červenci 2016 54 letounů, s průměrným stářím 7,6 let:
| Typ              | Ve službě | Objednané |
| ---------------- | --------- | --------- |
| Airbus A320-200  | 29        | 1         |
| Airbus A320neo   | —         | 13        |
| Boeing 767-300ER | 4         | —         |
| Boeing 777-200ER | 8         | —         |
| Boeing 777-300ER | 7         | —         |
| Boeing 787-9     | 6         | 6         |
| Celkem           | 54        | 20        |

### Historická
Seznam letadel, které už nelétají ve flotile ANZ v červenci 2016:
- Boeing 737-200 (28ks)
- Boeing 737-300 (23ks)
- Boeing 747-200 (7ks)
- Boeing 747-400 (8ks)
- Boeing 767-200 (11ks)
- Douglas DC-8-50 (8ks)
- McDonell Douglas DC-10-30 (8ks)